# 1038
1038 (MXXXVIII) fue un año común comenzado en domingo del calendario juliano.

## Acontecimientos
- 9 de enero: en Shaanxi (China) sucede un terremoto que deja más de 32.000 víctimas.
- En España, Ermengol III, hereda el Condado de Urgel.

## Nacimientos
- Sancho II de Castilla, rey de León y rey de Castilla. Hijo de Fernando I de León

## Fallecimientos
- Ermengol II, conde español.
- Esteban I, rey y santo católico húngaro.